# Nicola Sacco

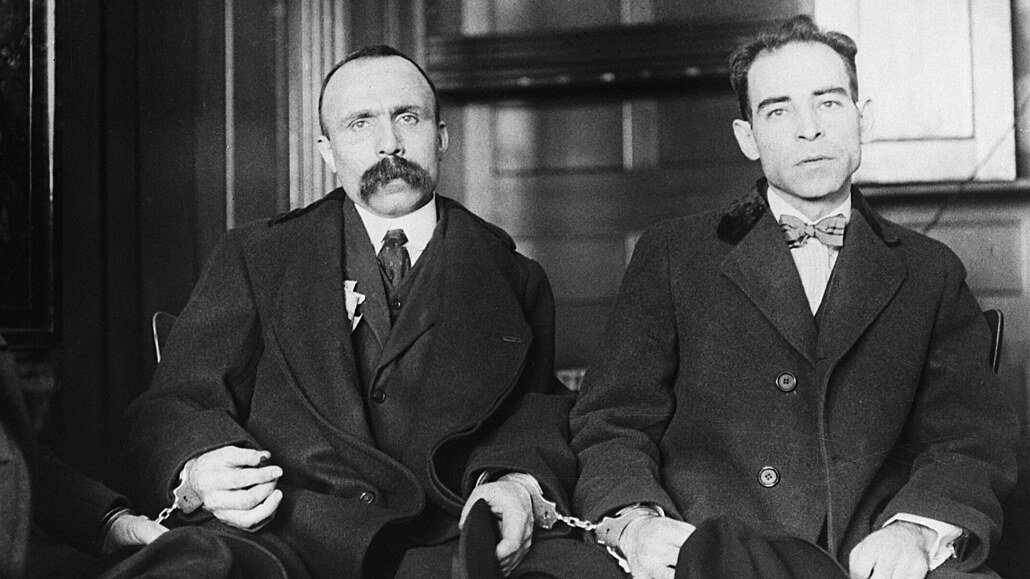
Nicola Sacco (der.) y Bartolomeo Vanzetti (izq.).

Nicola Sacco (22 de abril de 1891-23 de agosto de 1927), inmigrante italiano residente en Estados Unidos, fue un activista político de corte anarquista.
Fue ejecutado el 23 de agosto de 1927 junto a Bartolomeo Vanzetti al ser declarados culpables del asalto y homicidio del pagador de una fábrica, Frederick Parmenter y su escolta, Alessandro Berardelli, en el pueblo de South Braintree, Estados Unidos, el 15 de abril de 1920. 
En 1977, una investigación ordenada por el entonces gobernador de Massachusetts, Michael Dukakis, estableció que Sacco y Vanzetti no recibieron un juicio justo. Dukakis proclamó el 23 de agosto de 1977 como el Día en Memoria de Sacco y Vanzetti (Sacco and Vanzetti Memorial Day), con el propósito de remover todo estigma de sus nombres. No recibieron un perdón póstumo, pues hubiese significado adjudicarles culpabilidad.